# 包公园

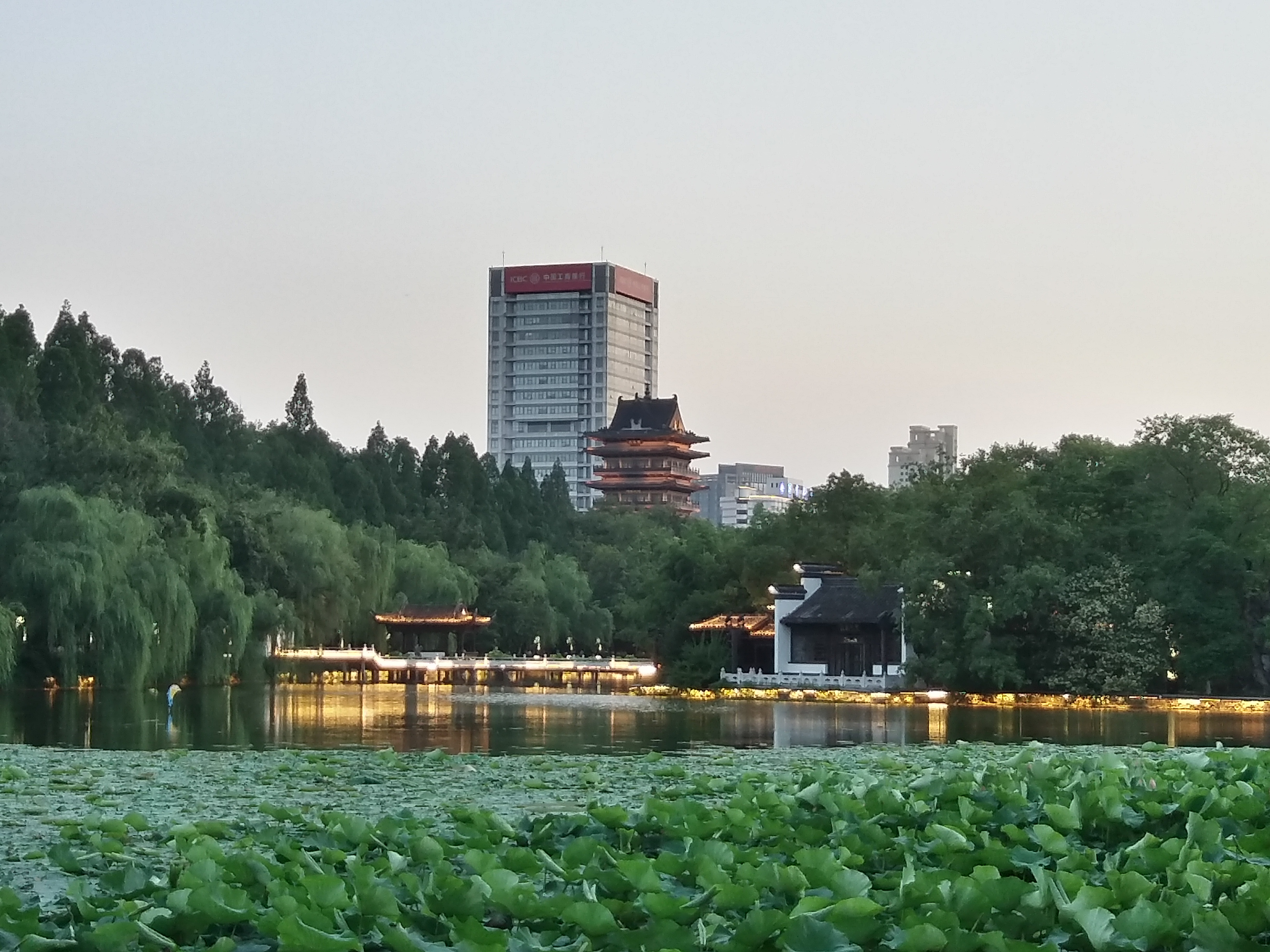
包河公园

包公园，简称包园，是位于安徽合肥市的一座为纪念包拯而建的公园，国家4A级旅游景区，公园内主要景点包括包公祠、包公墓、清风阁、浮庄等。

## 包公祠
包公祠是合肥祭祀包拯的专祠，位于合肥市庐阳区，是中国各地包公祠中延续时间最长的。全称为“包孝肃公祠”，“孝肃”，是宋仁宗在包公死后赐给他的谥号。1961年包公祠被列为安徽省省级重点文物保护单位，1981年被重新公布为第一批省级文物保护单位。

### 大门
包公祠的主体是三合院建筑，大门上有“忠贤将相”、“道德名家”的对联，两侧还有侧门，侧门上分别写着“顽廉”、“懦立”。

### 正殿
正殿又称享堂，内有有包公雕像和王朝、马汉、张龙、赵虎四大护卫的站立塑像。正上方悬挂的是李瀚章写的“色正芒寒”的横匾。左边是清乾隆年间庐州知府肖登山所题“节亮风清”的匾额，右边是光绪年间左锡旋所题“庐阳正气”的匾额。摆在右侧的还有摆在大堂一侧的三把铜铡：龍頭鍘、虎頭鍘和狗頭鍘，这是包公公正的象征。例外还有陈列包氏家谱和合肥历史的陈列品。

### 廉泉亭
位于东侧，1966年底拆除，1980年重建。亭中有一口井，光绪二十八年（1902年）举人李国蘅作《香花墩井亭记》，刻于石碑上。文中有一个故事称有位太守喝了井里的水头疼，后来被发现是贪官。于是有了井水可以判别官员贪污与否的传说。合肥啤酒厂以前生产的啤酒被称“廉泉牌”，名称就是从此而来。

### 流芳亭
原来叫做流芳台，相传是包公读书的地方。后来建筑物被毁，1981年重新仿建。

## 包公墓

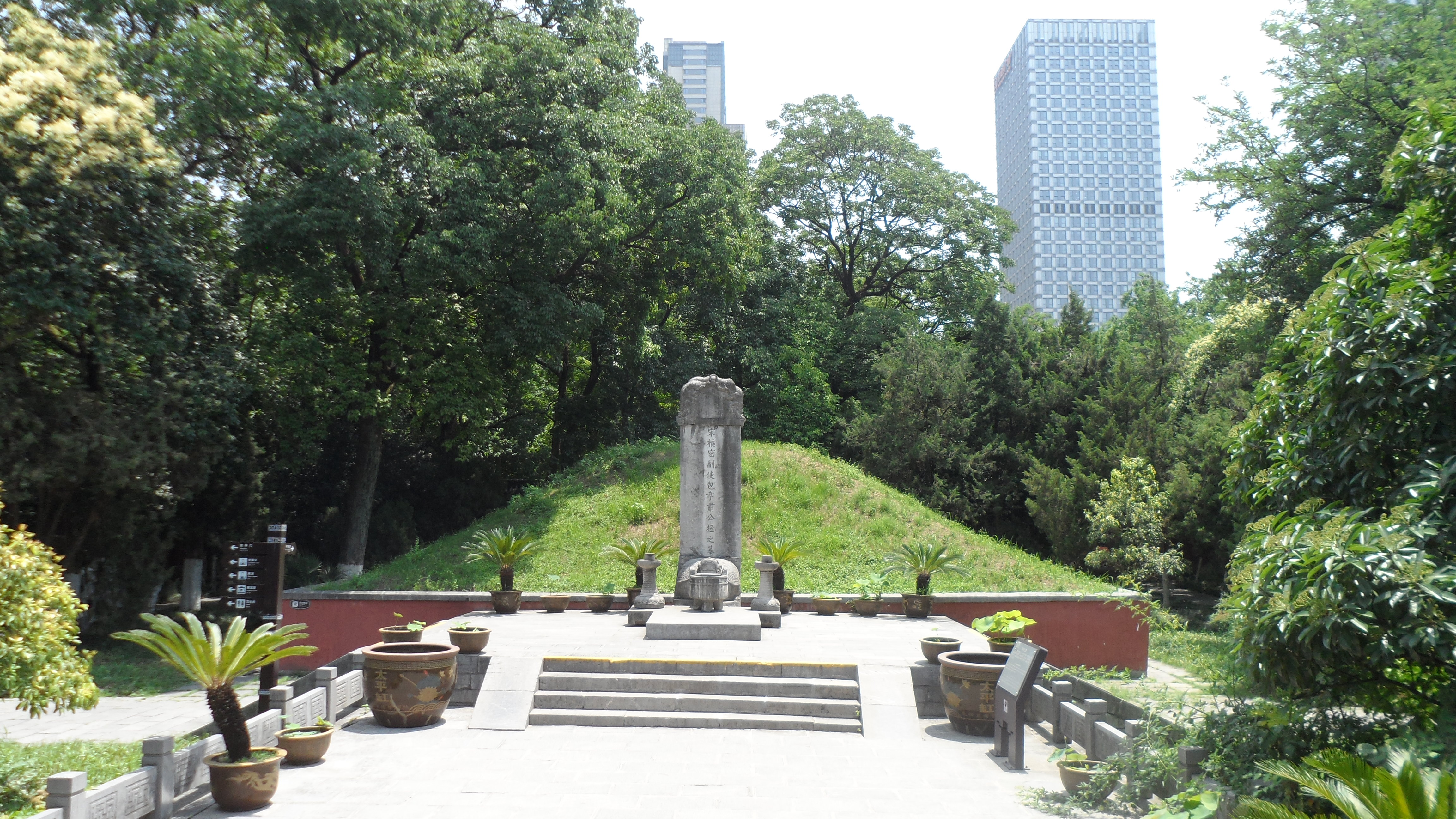
包公墓

## 清风阁

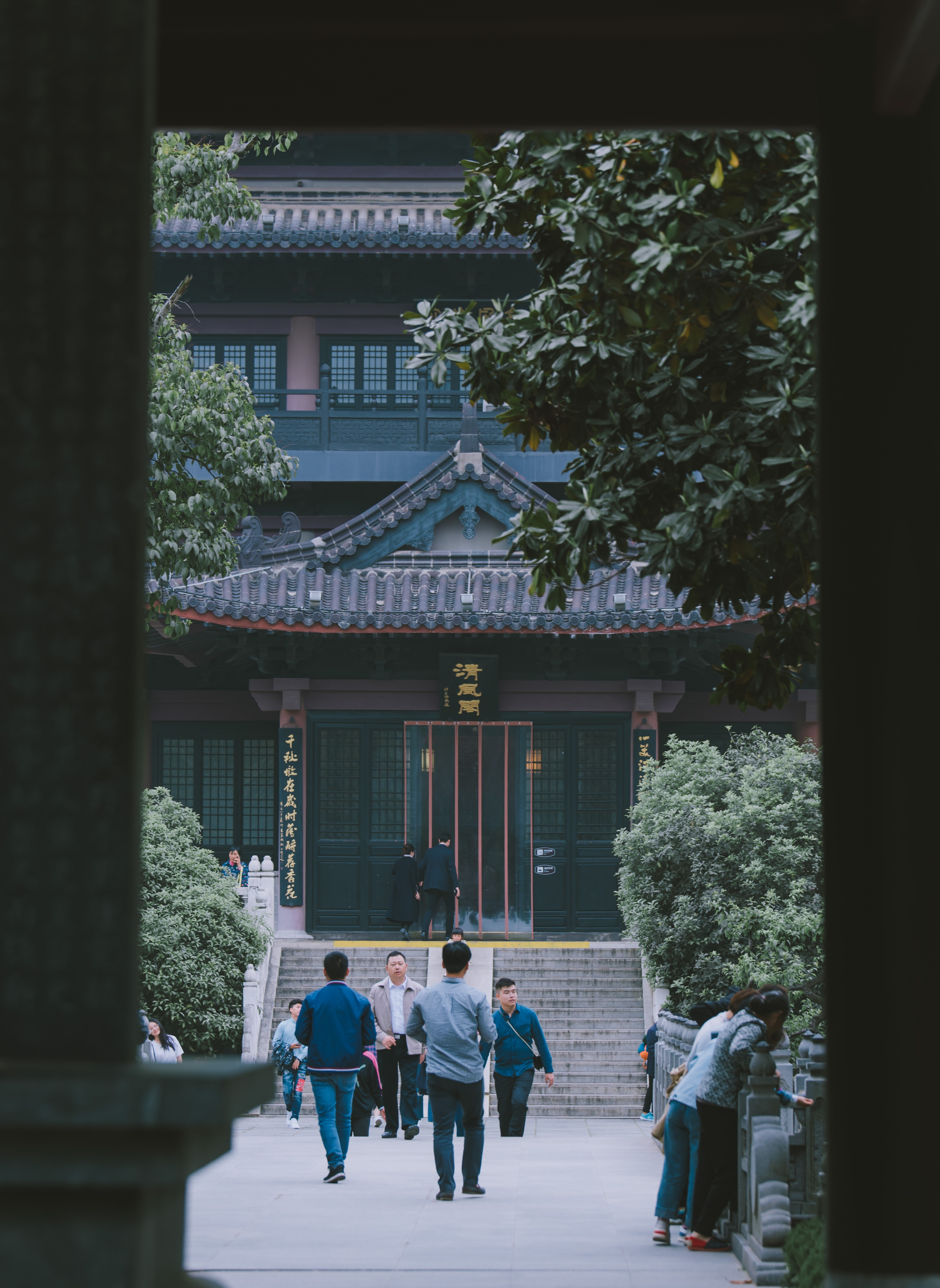
清风阁

## 浮庄

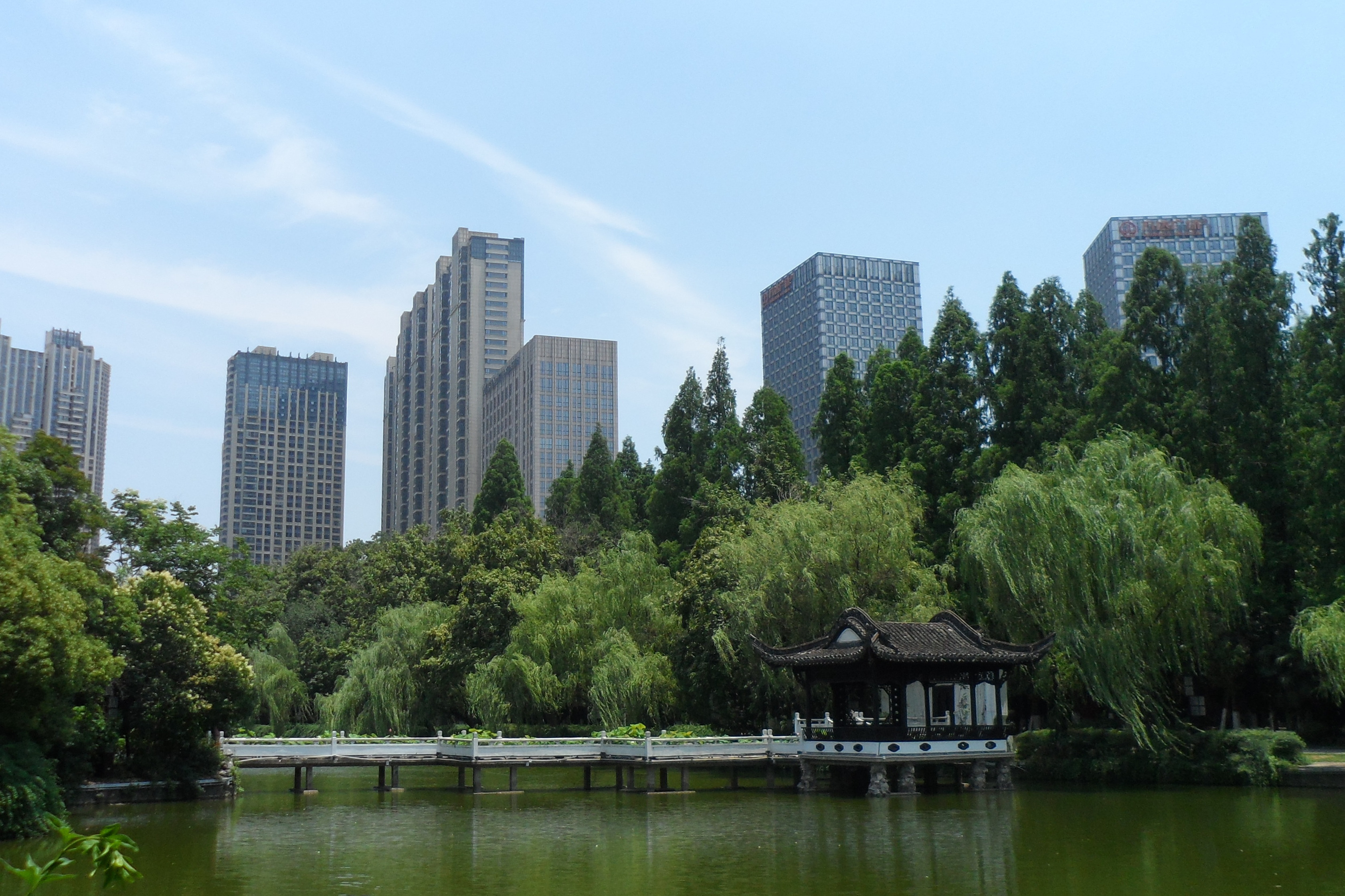
浮庄